# 派克海鯰
派克海鯰為輻鰭魚綱鯰形目海鯰科的其中一種，分布於東大西洋區，從茅利塔尼亞至安哥拉海域，棲息深度50-80公尺，體長可達75公分，棲息在沿海、河口區，底棲性魚類，屬肉食性，背鰭和胸鰭的硬棘有毒，可作為食用魚。

## 擴展閱讀
維基物種上的相關：派克海鯰